# Manuel de Solà-Morales i de Rosselló
Manuel de Solà-Morales i de Rosselló (Olot, 1910-Barcelona, 2003) fue un arquitecto español.

## Biografía
Era hijo del diputado Joaquim de Solà-Morales i Mir, y hermano del abogado e historiador Josep Maria de Solà-Morales i de Rosselló y del diplomático Francesc Xavier de Solà-Morales i de Rosselló. Fue padre de los también arquitectos Manuel de Solà-Morales i Rubió e Ignasi de Solà-Morales i Rubió, y del matemático Joan de Solà-Morales i Rubió. Se licenció en la ETSAB en 1932.
En 1945 fue elegido secretario del Colegio Oficial de Arquitectos de Cataluña y Baleares, del que fue decano entre 1954 y 1964. Desde ese puesto incentivó el proceso de modernización de la arquitectura catalana, programó diversas conferencias de arquitectos de relevancia internacional como Alvar Aalto o Bruno Zevi y organizó el concurso para la construcción de la nueva sede del Colegio en la plaza Nueva (1958), ganado por Xavier Busquets.
Fue también profesor de la ETSAB, donde fue catedrático de Construcción (1955) y director (1967-1969). Fue también vicerrector de la Universidad Politécnica de Cataluña (1972-1974).
Fue arquitecto municipal de Barcelona desde 1945, y ocupó diversos cargos en el Ayuntamiento hasta 1976.

## Obra
- Residencia de Oficiales, avenida Diagonal 666, Barcelona (1939-1940).[4]
- Monumento a los Caídos en el Foso de Santa Elena de Montjuïc, con Manuel Baldrich, Joaquim de Ros i de Ramis y Josep Soteras y los escultores Miquel y Llucià Oslé (1940).[5]
- Edificio de viviendas de la calle Muntaner 271, Barcelona (1964-1967), con su hijo Manuel de Solà-Morales i Rubió.[6]